# Национальный пантеон Венесуэлы
Национа́льный пантео́н Венесуэ́лы (исп. Panteón Nacional de Venezuela) — здание (по аналогии с греческим Пантеоном) в северной части старого города столицы Венесуэлы Каракаса. Изначально строился как церковь, но теперь используется как место захоронения национальных героев Венесуэлы. В центральном нефе находится бронзовый саркофаг Симона Боливара. Также в хранилище Национального пантеона находится 1930 картин с изображением сцен из жизни Симона Боливара (часть из них художника Тито Саласа).

## Список похороненных в Пантеоне
Ниже приведен список похороенных в Национальном пантеоне, в скобках указана дата захоронения.

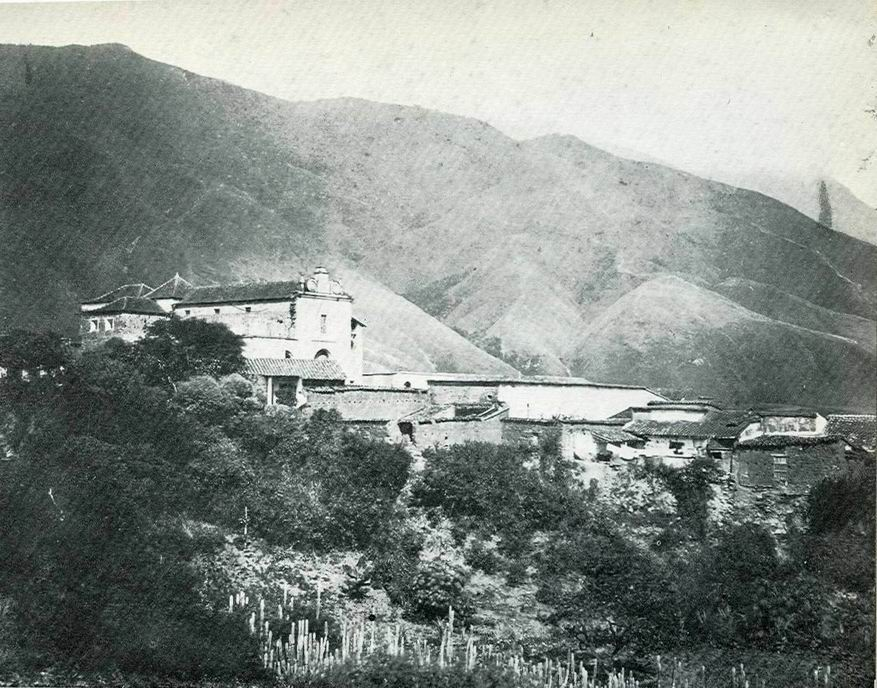
Церковь Сантисима Тринидад, 1874

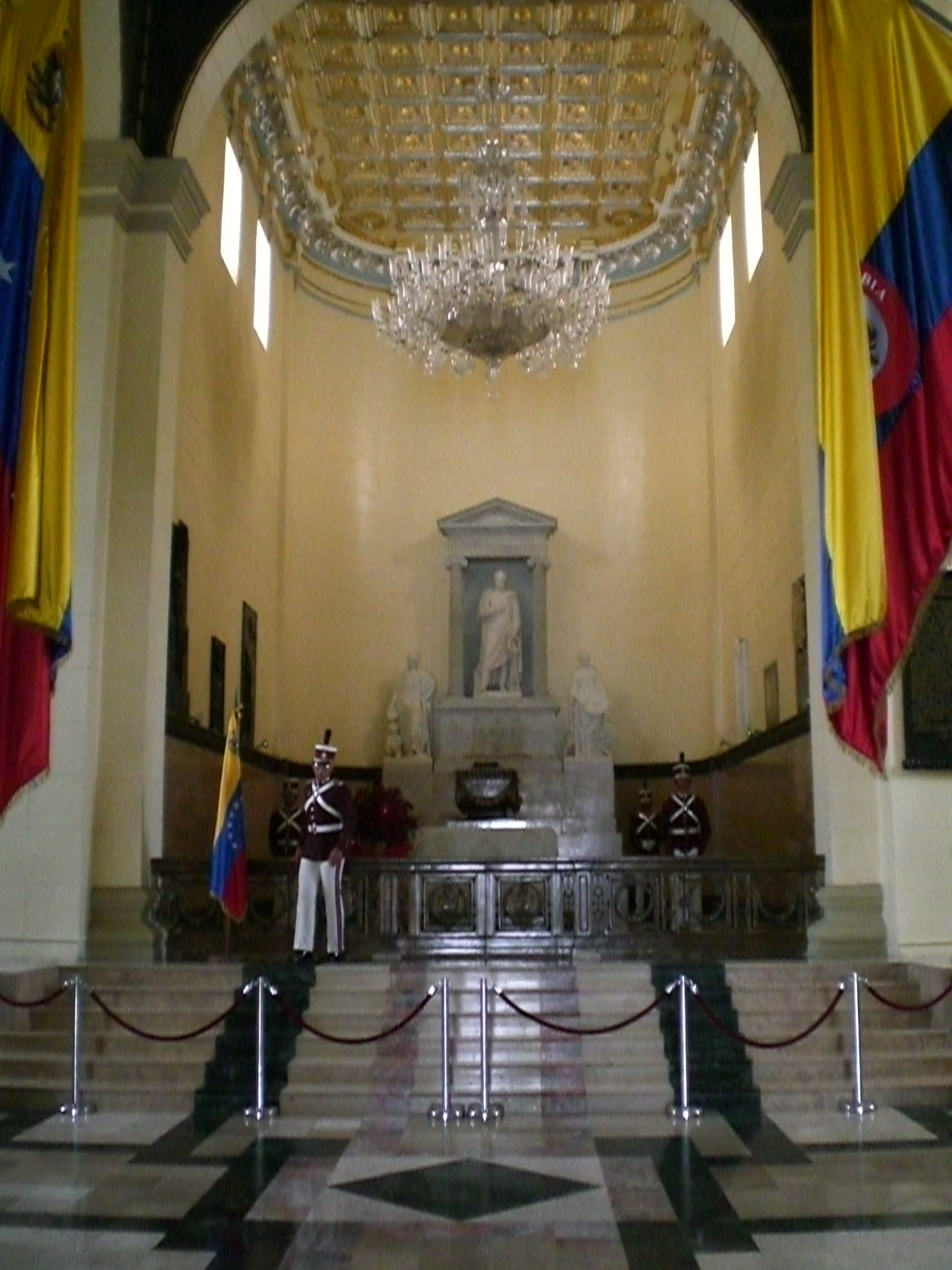
Саркофаг Боливара

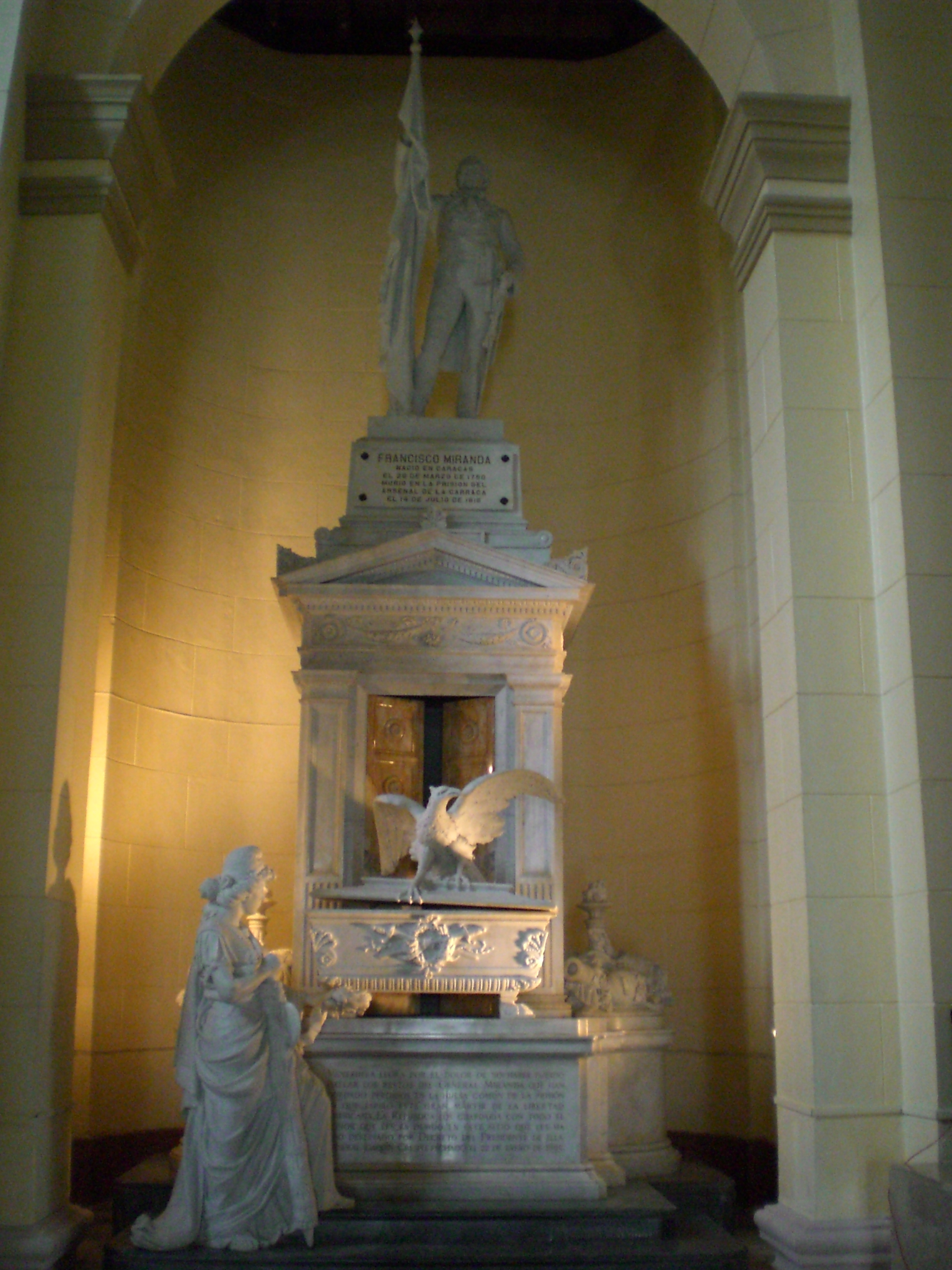
Кенотаф Франсиско де Миранды

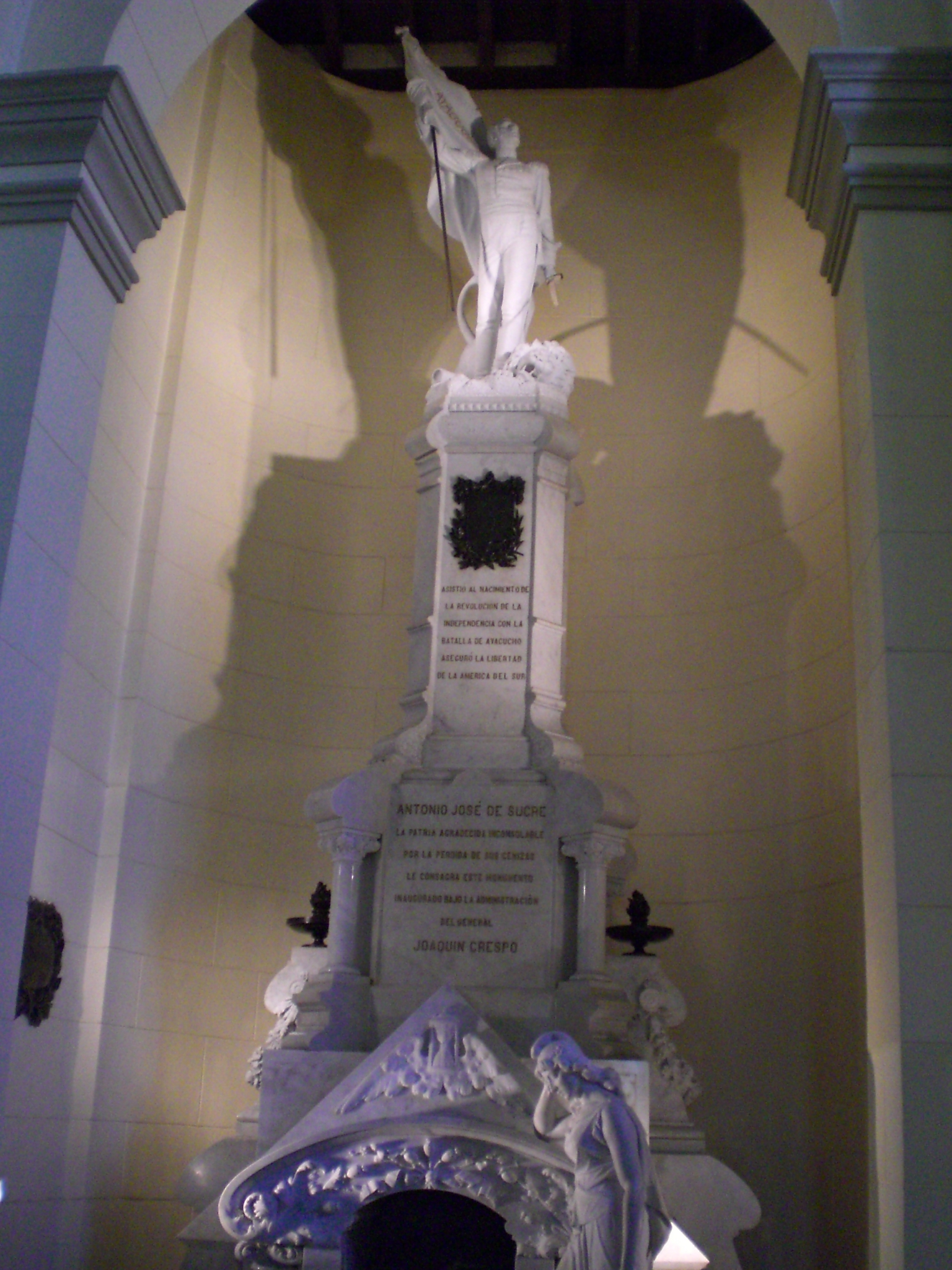
Кенотаф Антонио Хосе де Сукре

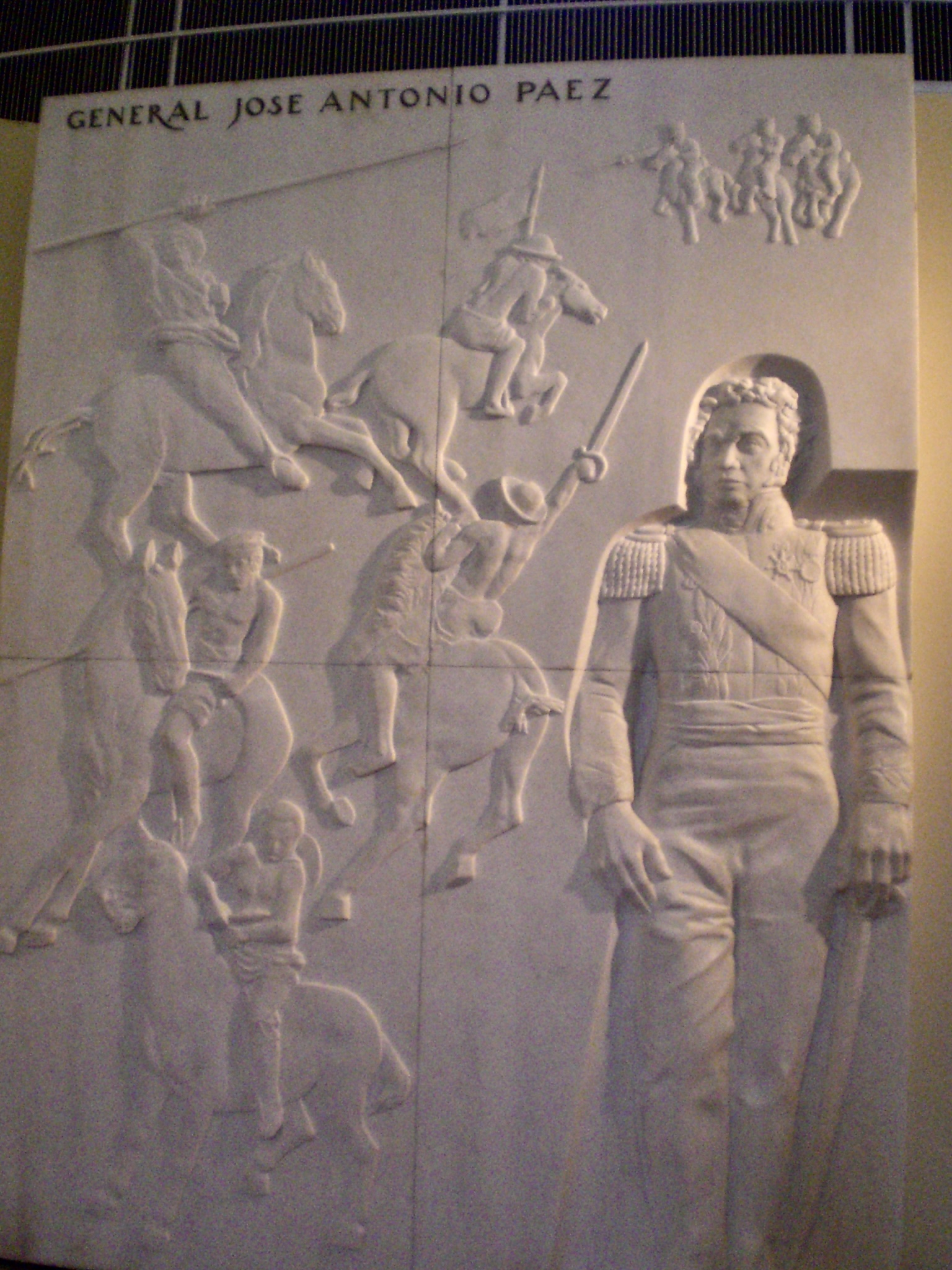
Монумент Хосе Антонио Паэсу

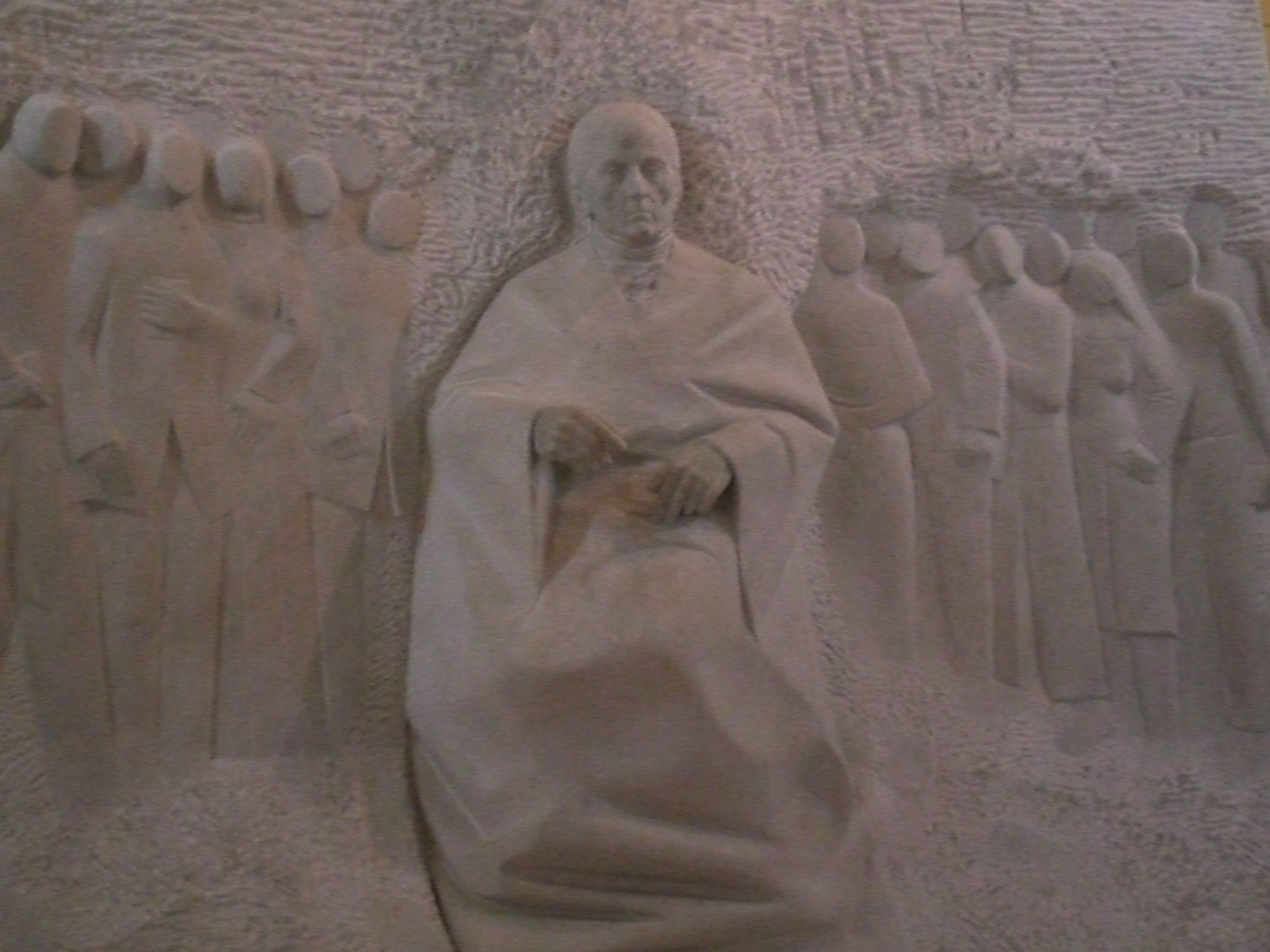
Кенотаф Андреса Бельйо

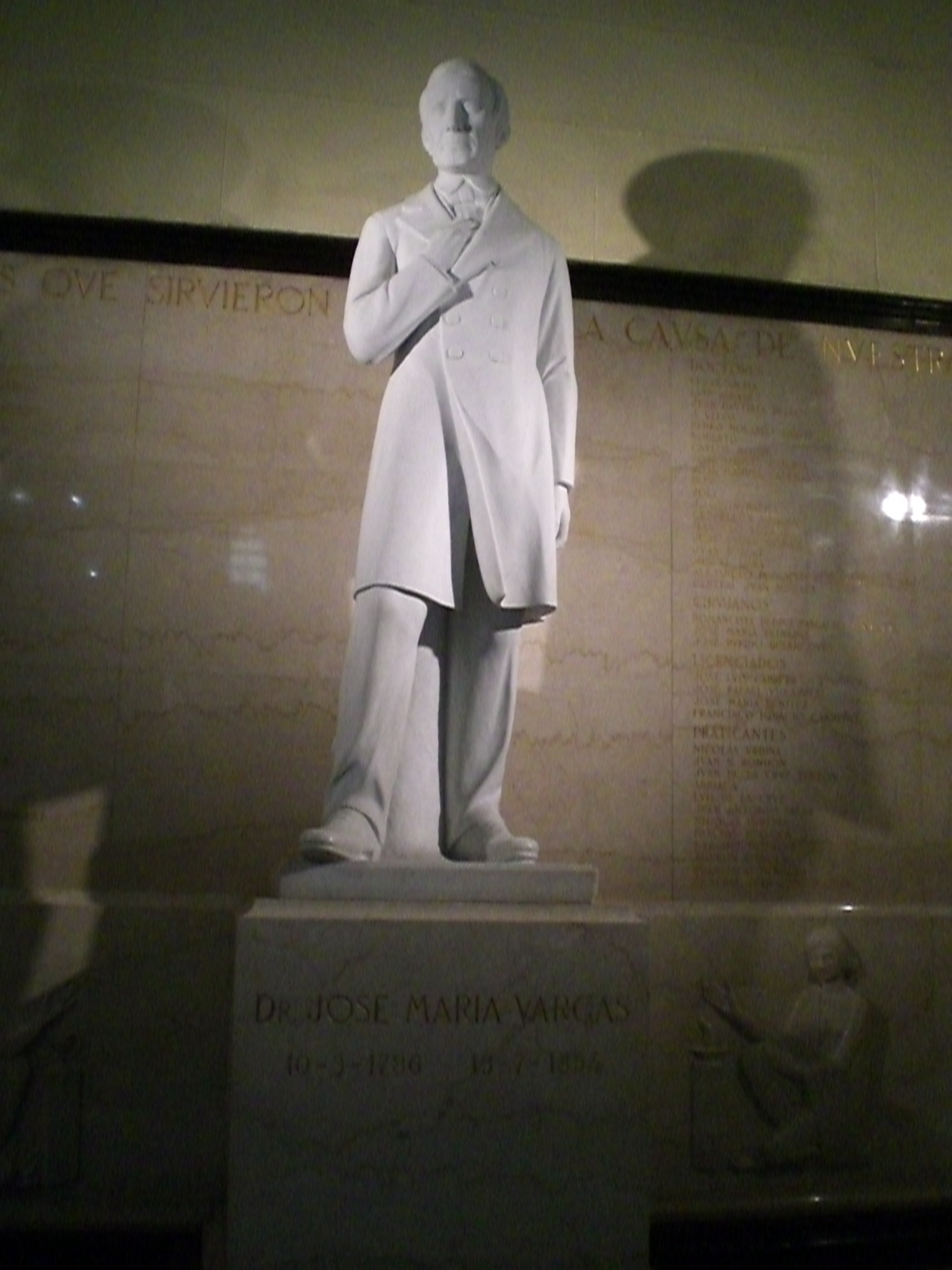
Монумент Хосе Марии Варгасу

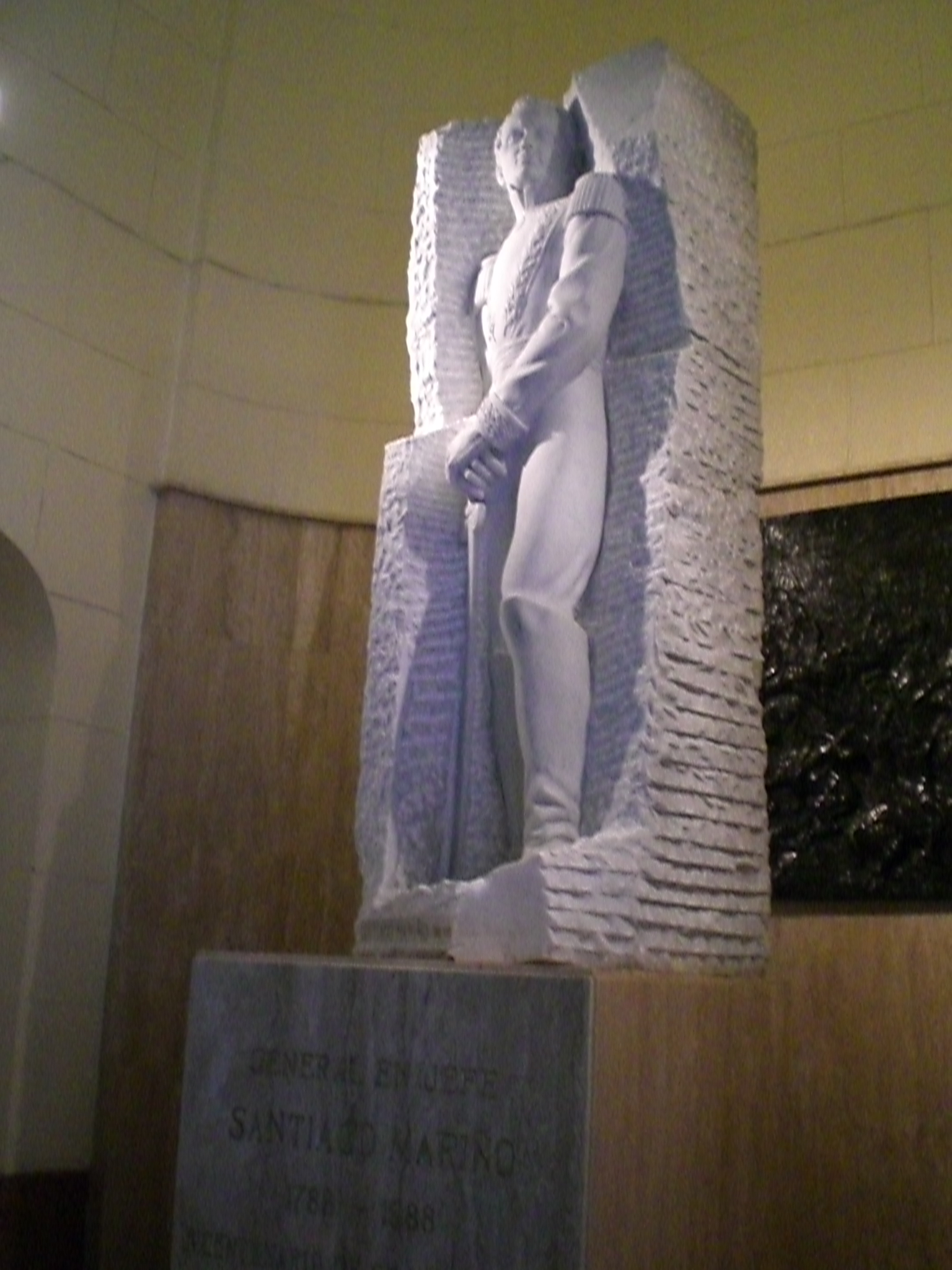
Монумент Сантьяго Мариньйо

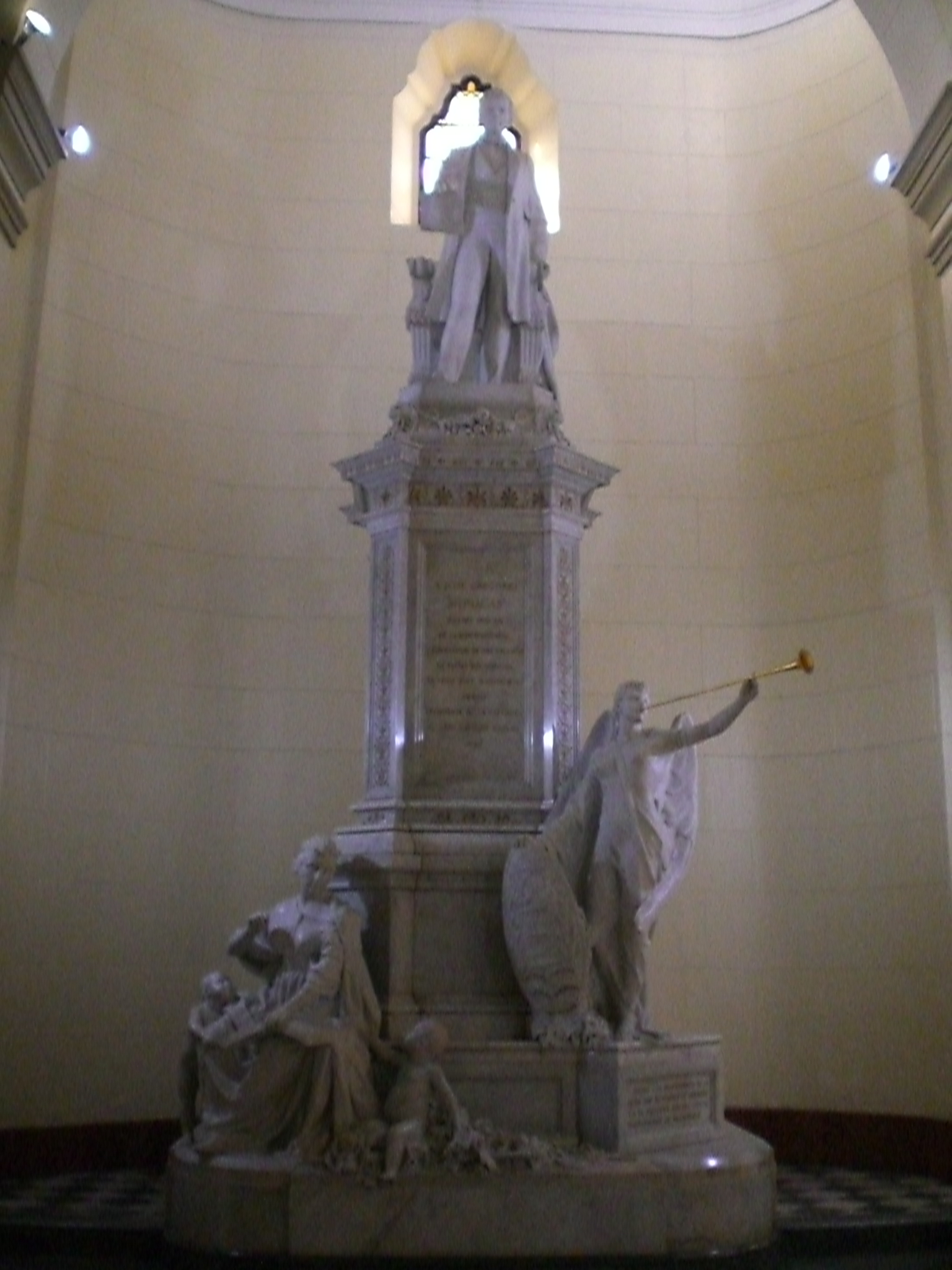
Монумент Хосе Грегорио Монагасу

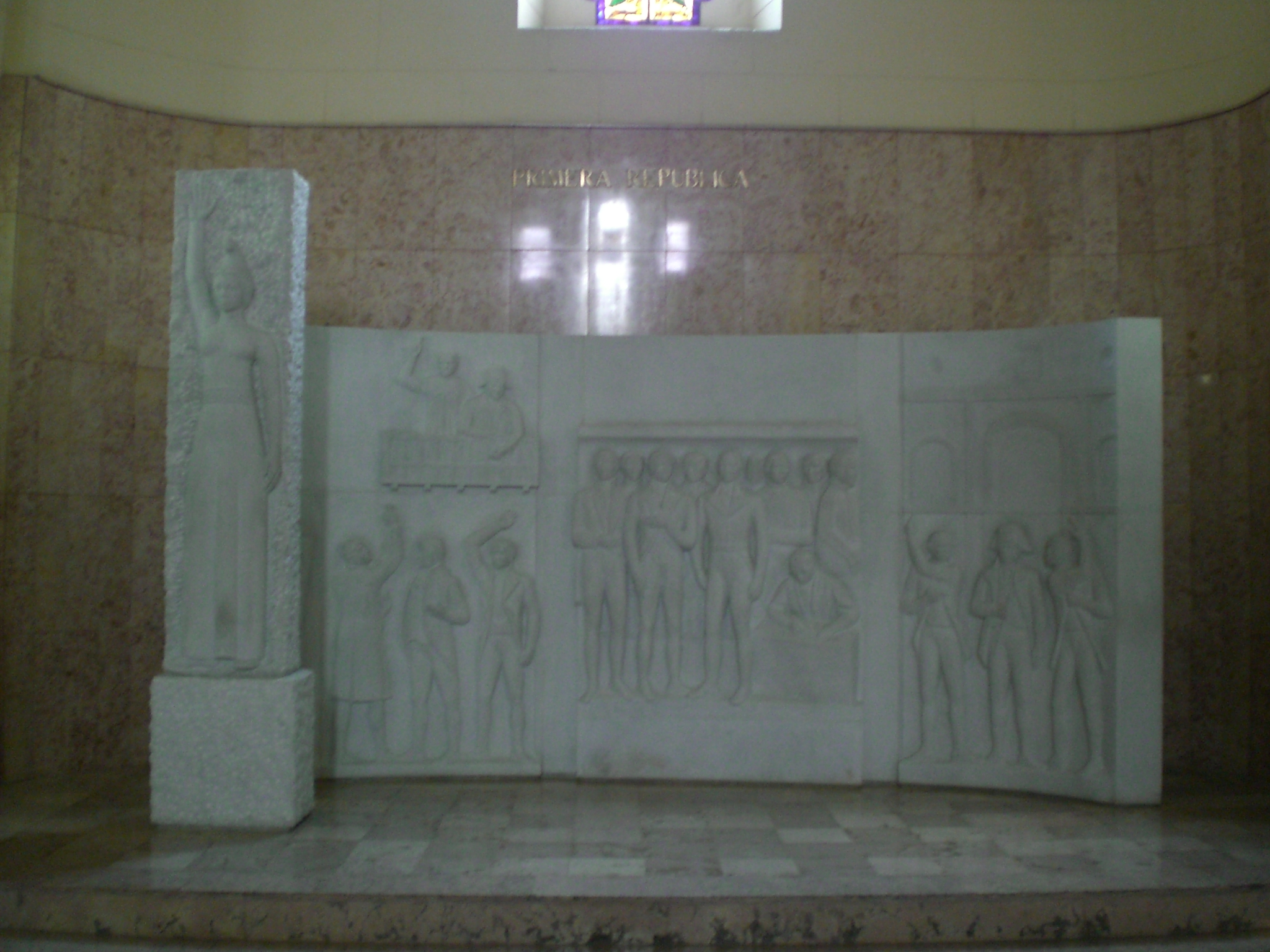
Монумент Первой республики

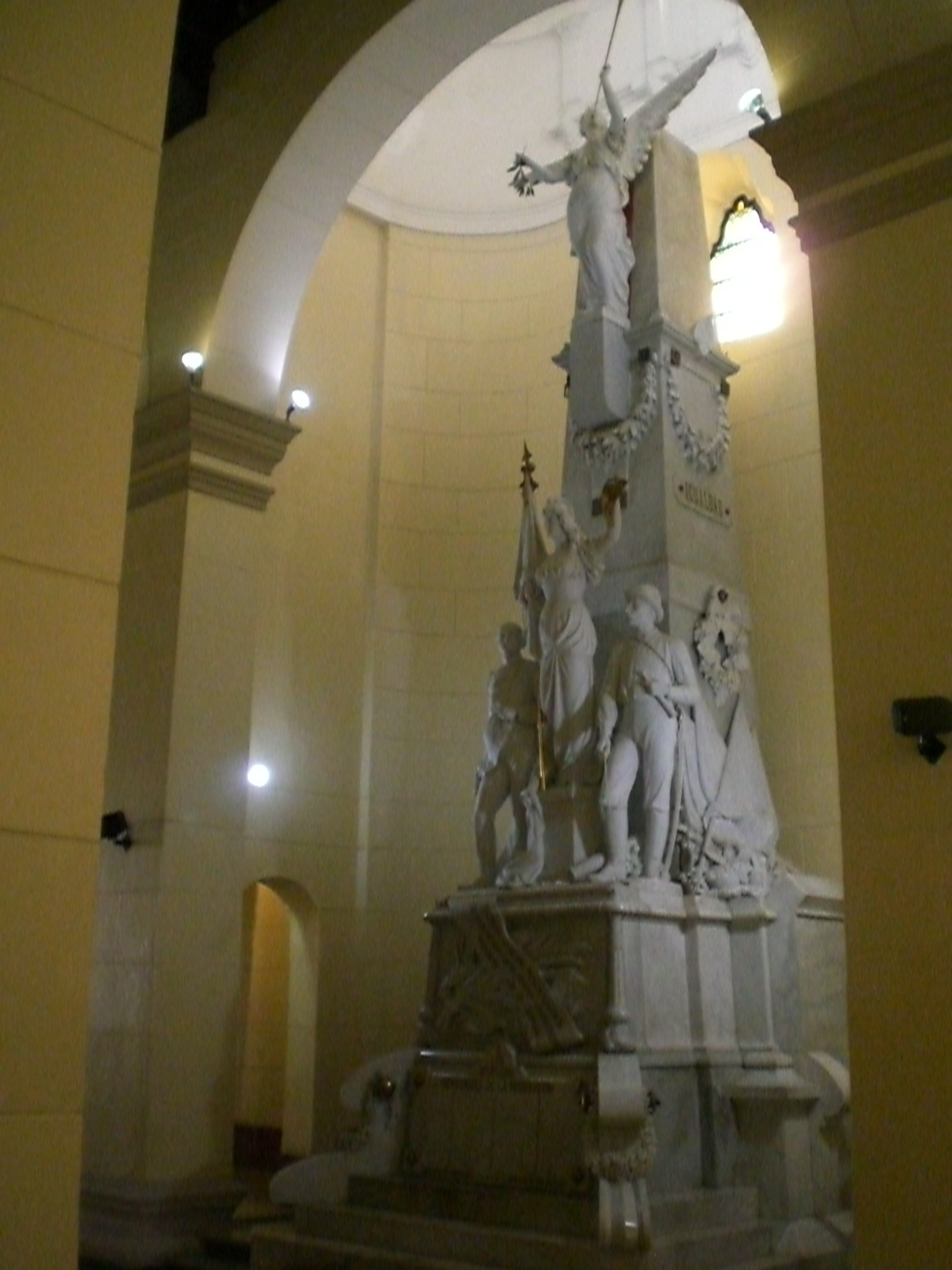
Монумент Федерации

- Сесилио Акоста — писатель, журналист, гуманист (5 июля 1937)
- Хосе Анхель де Аламо — врач, лидер движения за независимость (9 мая 1876).
- Франсиско де Паула Алькантара — генерал времен войны за независимость (6 июня 1876)
- Деметрио Альфаро — офицер времен войны за независимость (28 мая 1876)
- Лисандро Альварадо — врач (14 мая 1980)
- Раймундо Андуеса — юрист, военный и политик, отец президента Раймундо Андуэсы Паласио (2 сентября 1881)
- Франсиско Аранда — политик (18 мая 1898)
- Хуан Баутиста Арисменди — офицер времен войны за независимость (29 января 1877)
- Хесус Мария Аристегиета — военный и политический деятель времен войны за независимость (18 марта 1890)
- Карлос Арвело Гевара — врач и политик (16 декабря 1942)
- Рафаэль Арвел — журналист (12 июля 1877)
- Франсиско де Паула Авенданьйо — офицер времен войны за независимость (16 марта 1966)
- Рафаэль Мария Баральт — писатель и историк; посол в Испании (23 ноября 1982)
- Хосе Мигель Барсело — военный времен федералистской войны (14 мая 1878)
- Педро Барсенас — врач и офицер времен войны за независимость (5 ноября 1877)
- Виктор Баррет де Назарис — военный и политический деятель времен федералистской войны (25 августа 1896)
- Ренато Белучи — военный моряк времен войны за независимость (22 июля 1963)
- Хосе Франсиско Бермудес — офицер времен войны за независимость (24 октября 1877)
- Педро Бермудес Кусин — юрист, военный и политик (30 декабря 1875)
- Андрес Элой Бланко — поэт и политик (2 июля 1981)
- Хосе Феликс Бланко — священник (3 июля 1896)
- Мануэль Бланко — военный моряк, соратник Симона Боливара (15 апреля 1876).
- Руфино Бланко Фомбона — писатель и политик (23 июня 1975)
- Симон Боливар — освободитель Боливии, Колумбии, Эквадора, Перу, Панамы и Венесуэлы (28 октября 1876)
- Хусто Брисенё — офицер времен войны за независимость (21 мая 1876)
- Марио Брисеньо-Ирагорри — историк, писатель и дипломат (6 марта 1991)
- Доминго Брисеньйо и-Брисеньйо — юрист, журналист и писатель (6 мая 1876)
- Луис Брион — офицер ВМС Венесуэлы (10 апреля 1882)
- Блес Брусуал — военный, политик и журналист (16 августа 1889)
- Мануэль Эсекиэль Брусуаль — военный и политик (13 ноября 1872).
- Лоренсо Бустильйос — офицер времен войны за независимость (17 февраля 1877)
- Хосе Мария Варгас — Президент Венесуэлы (27 апреля 1877)
- Мигель Антонио Васкес — офицер времен войны за независимость (1920)
- Хосе Хоакин Вероес — офицер времен войны за независимость (16 декабря 1942)
- Ромуло Гальегос — Президент Венесуэлы (3 мая 1994)
- Хуан Гарсес — военный времен войны за независимость (26 ноября 1934)
- Хосе Мария Гарсия — морской офицер времен войны за независимость (15 августа 1896).
- Валентин Гарсия — офицер времен войны за независимость (27 апреля 1961).
- Мигель Гил — военный времен войны за независимость (5 августа 1876)
- Франсиско Эстебан Гомес — офицер времен войны за независимость (20 августа 1881)
- Хосе де Хесус Гонсалес — военный лидер федералистской войны (22 апреля 1897)
- Томас Грин — (24 августа 1876)
- Хуан Баутиста Гуэрра Каррильо
- Мануэль Мария Гевара — (10 августа 1877)
- Антонио Леокадия Гусман — политик и журналист (18 ноября 1884)
- Антонио Гусман Бланко — Президент Венесуэлы (1999)
- Мануэль Мария Ечеандиа — (18 апреля 1876)
- Хосе Рамон Йепес — офицер ВМС Венесуэлы (22 августа 1949)
- Андрес Ибарра — офицер времен войны за независимость (24 августа 1875)
- Диего Ибарра — офицер времен войны за независимость (20 октября 1876)
- Франсиско де Ибарра — священник (9 ноября 1880)
- Хуан Доминго дель Сакраменто Инфанте — архитектор Пантеона (13 декабря 1780)
- Луиза Касерес де Арисменди — героиня войны за независимость (14 августа 1876)
- Хосефа Венансио де ла Энкарнасьон Камехо — героиня войны за независимость
- Франсиско Карабаньйо Апонте — офицер времен войны за независимость (18 мая 1876)
- Тереса Карреньо — пианистка и композитор (9 декабря 1977)
- Хосе де ла Крус Каррильо — офицер времен войны за независимость (15 декабря 1971)
- Карлос Луис Кастелли — офицер времен войны за независимость (11 мая 1876)
- Хуан Франсиско дель Кастильо — юрист, военный и политик (2 июля 1893)
- Чиприано Кастро — Президент Венесуэлы (6 декабря 2002)
- Мануэль Каденьйо — офицер времен войны за независимость (16 декабря 1942)
- Лино де Клементе — офицер ВМС Венесуэлы (21 июля 1961)
- Агостино Кодасси — военный, ученый, географ и картограф (16 декабря 1942)
- Хуан Фермин Колменарес — военный и политический деятель времен федералистской войны (20 августа 1881)
- Хуан Хосе Конде — офицер времен войны за независимость (19 мая 1876)
- Хосе Мария Дельгадо Корреа (20 мая 1876)
- Томас Ландер — журналист, политик (5 апреля 1884)
- Хосе Пруденсио Ланс — (21 апреля 1876)
- Хакинто Лара — офицер времен войны за независимость (24 июля 1911)
- Франсиско Лассо Марти — врач и поэт (27 октября 1983)
- Андрес Олимпо Левель — юрист, политик и журналист (28 ноября 1876)
- Франсиско Линарес Алькантара — Президент Венесуэлы (4 декабря 1878)
- Энрике Лусон — офицер времен войны за независимость (12 декабря 1877)
- Хосе Томас Мачадо — офицер ВМС Венесуэлы (16 декабря 1942)
- Висенте Маркано — инженер, химик и геолог (10 июля 1991)
- Сантьяго Марино — офицер времен войны за независимость (1 января 1877)
- Соил Медрано — лидер федералистской войны (22 апреля 1897)
- Рамон Игнасио Мендес де ла Барта — священник, юрист и политик времен войны за независимость (16 декабря 1942).
- Артуро Мичелена — художник (29 июля 1948)
- Гильермо Мишелена Салиас — врач, профессор, писатель (10 ноября 1891)
- Карлос Минчин — офицер времен войны за независимость (4 июня 1879)
- Хосе Грегорио Монагас — Президент Венесуэлы (13 ноября 1872)
- Хосе Тадео Монагас — Президент Венесуэлы (17 мая 1877)
- Мариано Монтилья — офицер времен войны за независимость (3 июля 1896)
- Хуан де Диос Монсон — врач, военный и политик (20 апреля 1876)
- Хосе Тринидад Моран — писатель и офицер времен войны за независимость (3 декабря 1954)
- Томас Муньос и-Айала (14 июня 1892)
- Педро Наварро Болет (29 января 1878)
- Карлос Нуньес — член движения сопротивления времен войны за независимость (17 февраля 1877)
- Даниэль Флоренсио О’Лири — ирландский офицер времен войны за независимость (10 апреля 1882)
- Мануэль Эрман Охеда Муньис (20 декабря 1875)
- Хосе Мануэль Оливарес — офицер времен войны за независимость (14 мая 1876)
- Хосе Антонио Паэс — Президент Венесуэлы (19 апреля 1888)
- Мигель Паласио Фахардо — врач и юрист, офицер времен войны за независимость (1876)
- Хуан Антонио Паредес Ангуло — офицер времен войны за независимость (16 сентября 1960)
- Франсиско Висенте Парехо — офицер времен войны за независимость (18 мая 1876)
- Хуана Рамирес Ла Аванзадора – первая чернокожая женщина похороненная в Национальном Пантеоне Венесуэлы (23 октября 2001)
- Тереса де ла Парра — писательница (7 ноября 1989)
- Хесус Мария Пауль (11 февраля 1877)
- Мигель Пенья — юрист и политик (24 июля 1911)
- Фернандо Пеньяльвер — соавтор Декларации независимости (3 июля 1896)
- Хуан Антонио Перс Бональд — поэт (14 февраля 1946)
- Габриэль Пикон Гонсалес — офицер времен войны за независимость (23 июня 1975)
- Худас Фаддей Пиньяньйо — офицер времен войны за независимость (16 декабря 1942)
- Симон Планас — политик (26 августа 1877)
- Хосе Игнасио Пулидо дель Пумар — офицер времен войны за независимость (15 января 1881)
- Хосе Луис Рамос — Гуманист (16 августа 1889)
- Рафаэль Рангель — ученый-естествоиспытатель (20 августа 1977)
- Луис Расетти — хирург (23 июня 1982)
- Хосе Рафаэль Ревенью — юрист (22 декабря 1969)
- Педро Родригес (12 декабря 1879)
- Симон Родригес — учитель Боливара (28 февраля 1954)
- Франсиско Родригес дель Торо — офицер времен войны за независимость (9 мая 1851)
- Донато Родригес Силва — военный и политический деятель времен федералистской войны (22 апреля 1897)
- Аристидес Рохас — натуралист (22 сентября 1983)
- Кристобаль Рохас — художник (27 декабря 1958)
- Педро Мануэль Рохас Меркадо — Военный лидер федералистской войны (10 августа 1876).
- Хуан Хосе Рондон — офицер времен войны за независимость (25 августа 1896)
- Бартоломе Салом — офицер времен войны за независимость (5 июля 1909)
- Эсекиель Самора — военный лидер федералистской войны (13 ноября 1872)
- Мигель Саррага — офицер времен войны за независимость (10 мая 1876)
- Томас Хосе Санабриа и-Мелеан — юрист и политик (1 января 1896)
- Луис Санохо — юрист и политик (22 июня 1978)
- Хосе Лауренсия Силва — офицер времен войны за независимость (16 декабря 1942)
- Хуан Антонио Сотильйо — офицер времен войны за независимость (9 января 1878)
- Карлос Сублетте — Президент Венесуэлы (7 февраля 1970)
- Фермин Торо — политик, писатель и дипломат (23 апреля 1876)
- Педро Леон Торрес — Офицер времен войны за независимость (16 августа 1889)
- Хосе Висенте де Унда — священник (16 декабря 1942)
- Диего Баутиста Урбаньеха Стурди — Юрист и военный (22 октября 1876)
- Адольфо Урданета — сын Рафаэля Урданеты (24 ноября 1876)
- Рафаэль Урданета — офицер времен войны за независимость (16 мая 1876)
- Венсеслау Уррутиа — юрист и политик (20 апреля 1876)
- Хуан Услар — военный времен войны за независимость (16 декабря 1942)
- Франсиско Уртадо (26 мая 1876)
- Хуан Крисостомо Фалькон — Президент Венесуэлы (1 мая 1874)
- Леон де Фебрес Кордеро — офицер времен войны за независимость (16 декабря 1942)
- Кармело Фернандес — офицер времен войны за независимость (18 августа 1983)
- Фернандо Фигуейредо — офицер времен войны за независимость (29 июня 1937)
- Алехо Фортик — политик и дипломат (30 апреля 1876)
- Томас де Херес — офицер времен войны за независимость (16 декабря 1942)
- Франсиско Хавьер Янес — писатель, журналист, историк (1876)

Кроме того, в Пантеоне установлены кенотафы ряда выдающихся деятелей Венесуэлы, останки которых не были найдены, но, по уставу Пантеона, подлежат захоронению в нём:
- Франсиско де Миранда (1750—1816) — руководитель борьбы за независимость испанских колоний в Южной Америке.
- Хосефа Камехо — героиня войны за независимость
- Гуаикайпуро — вождь индейцев (9 декабря 2001)
- Мануэль Пиар — генерал времен войны за независимость.